# Kunratice (Šluknov)
Kunratice (německy Kunnersdorf) je malá vesnice, část města Šluknov v okrese Děčín. Nachází se asi 3 km na jih od Šluknova. Je zde evidováno 30 adres. V roce 2011 zde trvale žilo 24 obyvatel.
Kunratice leží v katastrálním území Kunratice u Šluknova o rozloze 2,79 km2.

## Historie
Nejstarší písemná zmínka pochází z roku 1543.

## Obyvatelstvo
|                                                                  | 1869 | 1880 | 1890 | 1900 | 1910 | 1921 | 1930 | 1950 | 1961 | 1970 | 1980 | 1991 | 2001 | 2011 |
| ---------------------------------------------------------------- | ---- | ---- | ---- | ---- | ---- | ---- | ---- | ---- | ---- | ---- | ---- | ---- | ---- | ---- |
| Obyvatelé                                                        | 626  | 675  | 618  | 545  | 530  | 455  | 471  | 107  | 65   | 43   | 14   | 6    | 10   | 24   |
| Domy                                                             | 72   | 83   | 84   | 85   | 84   | 83   | 84   | 85   | .    | 18   | 7    | 7    | 9    | 11   |
| Počet domů z roku 1961 je zahrnut v domech místní části Šluknov. |      |      |      |      |      |      |      |      |      |      |      |      |      |      |

## Pamětihodnosti
- Barokní kaple svatého Cyrila a Metoděje z roku 1723.
- Arboretum Střední lesnické a sociální školy Šluknov.